# Preloge, Semič
Preloge este o localitate din comuna Semič, Slovenia, cu o populație de 4 locuitori.